# Langarm-Oktopus
Der Langarm-Oktopus (Octopus minor) ist ein kleiner bis mittelgroßer Kopffüßer aus der Ordnung der Kraken. Er lebt im Benthos der ostasiatischen Küstengewässer des Pazifik und hat in Japan, Korea und China eine große fischereiwirtschaftliche Bedeutung.

## Merkmale

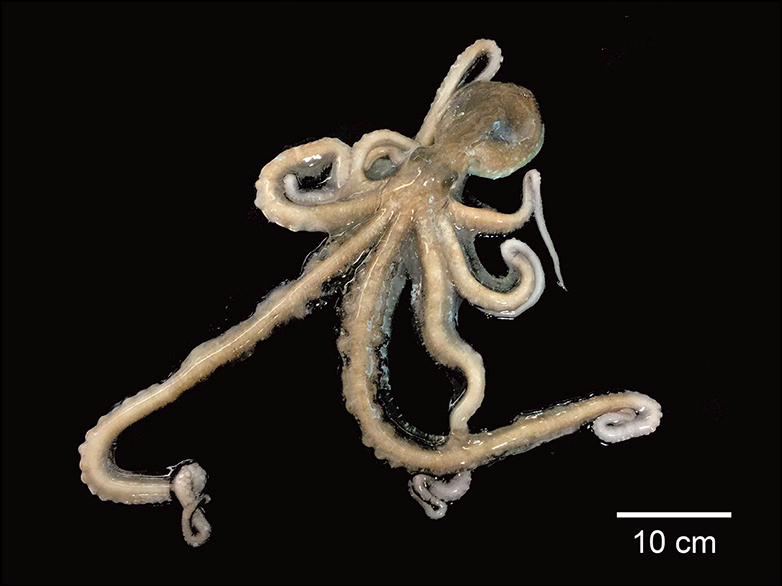
Langarm-Oktopus, Habitus

Der Langarm-Oktopus ist ein kleiner bis mittelgroßer, langgestreckter Oktopus, mit einer Mantellänge von bis zu 80 Millimeter und einer Gesamtlänge bis zu 700 Millimeter. Die Lebendfärbung ist rotbraun mit hellgelben Flecken auf der dorsalen Oberfläche, aber ohne Augenflecken. Die Haut ist weich und glatt, die Tiere können ihr aber eine unregelmäßig warzige Struktur geben.
Die Tentakel sind dünn und vier bis fünf Mal so lang wie das Pallium. Die beiden dorsalen Tentakelpaare sind deutlich länger und kräftiger als die ventralen, mit der Armformel 1>2>3=4. Langarm-Oktopusse sind nicht zur Autotomie fähig. Die Häute zwischen den Tentakeln sind nur schwach ausgeprägt und erstrecken sich über maximal ein Zehntel der Armlänge, wobei sie an den dorsalen Armen stärker als an den ventralen ausgebildet sind. Sie weisen keine Wassertaschen auf. Jeder Tentakel ist mit zwei Reihen von Saugnäpfen ausgestattet, bei großen Langarm-Oktopussen befinden sich auf jedem normal ausgebildeten Tentakel etwa 180 Saugnäpfe. Bei ausgewachsenen männlichen Tieren sind das achte oder neunte Paar der Saugnäpfe stark vergrößert, insbesondere an den dorsalen Tentakeln. Ihr Durchmesser kann ein Sechstel der Länge des Palliums erreichen. Der rechte dritte Tentakel ist zum Hectocotylus umgebildet und nur etwa halb so lang wie sein linkes Gegenstück, mit nur vierzig bis sechzig Saugnäpfen. Die Ligula ist groß, mit etwa 18 bis 23 Prozent der Länge des Hectocotylus. Sie ist ausgeprägt löffelartig geformt, mit eingerollten Rändern und zehn bis vierzehn Querrillen am Boden. Der Calamus ist spitz zulaufend und klein, mit weniger als einem Fünftel der Länge der Ligula. Die Spermatophoren sind etwa 42 Millimeter lang und durchgehend sehr dick, der Samenstrang hat etwa 40 Windungen. Die Eier haben mit acht Millimeter eine mittlere Größe.
An jedem Kiemenlappen befinden sich zehn bis zwölf Lamellen. Das im Trichterorgan liegende Müllersche Organ ist doppelt V-förmig, seine äußeren Arme sind etwas kürzer als die mittleren. Die neunteilige Radula hat sieben in Längsrichtung verlaufende Zahnreihen und Randplättchen und zwei, selten drei laterale Falten am basalen Zahn. Ein Tintenbeutel und Analklappen sind vorhanden.

## Verbreitung
Der Typenfundort des Langarm-Oktopus ist die Suruga-Bucht an der Pazifikküste der Insel Honshū in Japan, westlich der Izu-Halbinsel (34° 40′ 45″ N, 138° 18′ 30″ O). Dort war die Art um 1929 häufig. Das Verbreitungsgebiet sind die Küstengewässer von der russischen Insel Sachalin im Norden über Japan und Korea und entlang der chinesischen Küste, möglicherweise bis nach Hongkong.

## Lebensweise

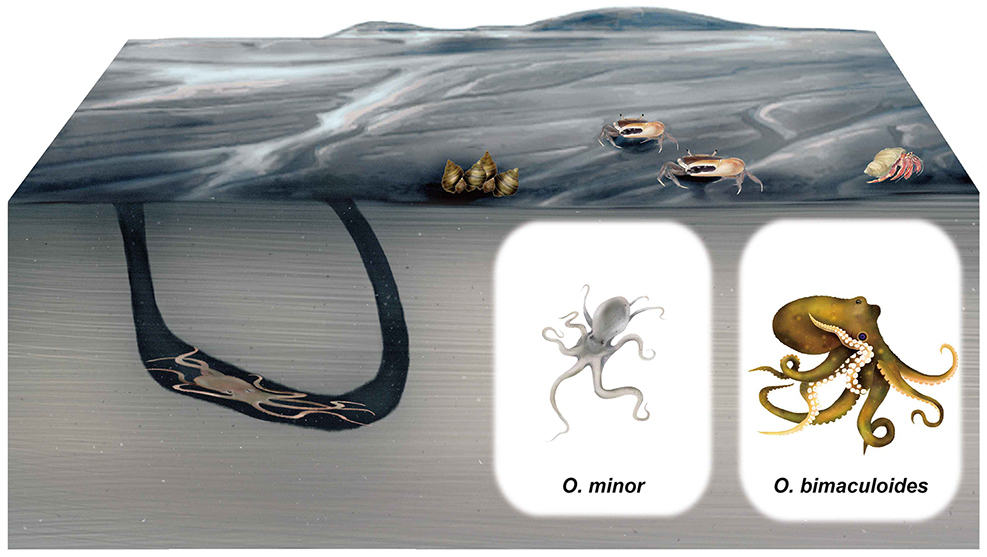
Langarm-Oktopus und Kalifornischer Zweipunktkrake (Octopus bimaculoides) im Vergleich, Schema einer Wohnröhre im Watt

### Lebensraum
Der Langarm-Oktopus besiedelt das Benthos der Küstenregionen bis in eine Tiefe von 200 Meter. Er bevorzugt weiche Sedimente, in denen er sich gerne eingräbt. In der Gefangenschaft sind Langarm-Oktopusse nachtaktiv. Bei Paarung liegt das Männchen auf dem Rücken des Weibchens und führt seinen Hemicotylus in den Mantel ein, wo die Spermatophore in der Nähe des Eileiters abgegeben wird. Die meisten Männchen sterben nach der Paarung, sie leben in der Gefangenschaft nur bis zu 250 Tage. Die Weibchen können die Spermatophore bis zur Eiablage mindestens zwei Wochen aufbewahren. Zur Eiablage suchen die Weibchen einen Unterschlupf auf, in dem sie abhängig von ihrem Körpergewicht neun bis 125 Eier dicht nebeneinander an die Wand heften. Die auberginenförmigen Eier sind 13 bis 20 Millimeter lang mit einem Durchmesser von 4 bis 6 Millimeter. Die Eiablage kann sich über eine Woche erstrecken. Die Weibchen bewachen die Gelege und sorgen für die Reinhaltung der Bruthöhle und die regelmäßige Zufuhr von frischem Wasser. Sie sterben nach dem Schlupf der Jungtiere und erreichen in der Haltung ein Alter von bis zu 346 Tagen.

### Gefährdung und Schutz
Die IUCN (International Union for Conservation of Nature; vollständig International Union for Conservation of Nature and Natural Resources; deutsch Internationale Union zur Bewahrung der Natur) nimmt für den Langarm-Oktopus wegen unzureichender Daten keine Gefährdungseinschätzung vor. Die Organisation weist aber auf zurückgehende Bestände hin. In Korea wurde für den Langarm-Oktopus und andere Arten von Fischen und Meeresfrüchten Richtlinien für den Fang erlassen, um die Bestände zu schonen. Ein Teil der in chinesischen Aquakulturen herangezogenen Langarm-Oktopusse wird zur Stützung der zurückgehenden Bestände ins Meer entlassen.

### Parasiten
Die Parasitenfauna der Kopffüßer ist nur sehr schlecht erforscht, lediglich für den Gewöhnlichen Tintenfisch (Sepia officinalis) und den Gemeinen Kraken (Octopus vulgaris) liegen umfassende Untersuchungen vor. Der Langarm-Oktopus ist neben Amphioctopus fangsiao eine von nur zwei bekannten Arten, die von dem 2018 aus dem Gelben Meer vor Qingdao beschriebenen Ruderfußkrebs Octopicola huanghaiensis parasitiert werden. Da nur neun Lamgarm-Oktopusse untersucht wurden, von denen zwei jeweils einen der Parasiten beherbergten, lässt sich über die Prävalenz keine Aussage treffen.

## Systematik
Die Erstbeschreibung stammt von Madoka Sasaki aus dem Jahr 1920, Sasaki beschrieb die Art als Polypus macropus var. minor. Zu den Synonymen der Art gehören Polypus variabilis var. typicus Sasaki, 1929 und Octopus variabilis (Sasaki, 1929). Die von Madoka Sasaki beschriebenen Unterarten O. minor minor, O. minor pardalis und O. minor variabilis werden heute nicht mehr unterstützt. Der Holotyp (USNM 332963, früher USNM 332963b) und ein Paratyp (USNM 577540) befinden sich im National Museum of Natural History der Smithsonian Institution in Washington, D.C. Die Syntypen mehrerer später beschriebener Synonyme der Art befinden sich in der zoologischen Sammlung der Universität Tokio.
Es wird angenommen, dass es sich bei dem als Octopus minor bezeichneten Taxon um einen Artenkomplex handelt, der mehrere kryptische Arten umfasst. Die Zugehörigkeit zur Gattung Octopus wird für Octopus minor und zahlreiche weitere Arten angezweifelt. Eine Revision der Gattung befindet sich in Arbeit, und wahrscheinlich wird Octopus in mehrere Gattungen aufgeteilt.

## Wirtschaftliche Bedeutung

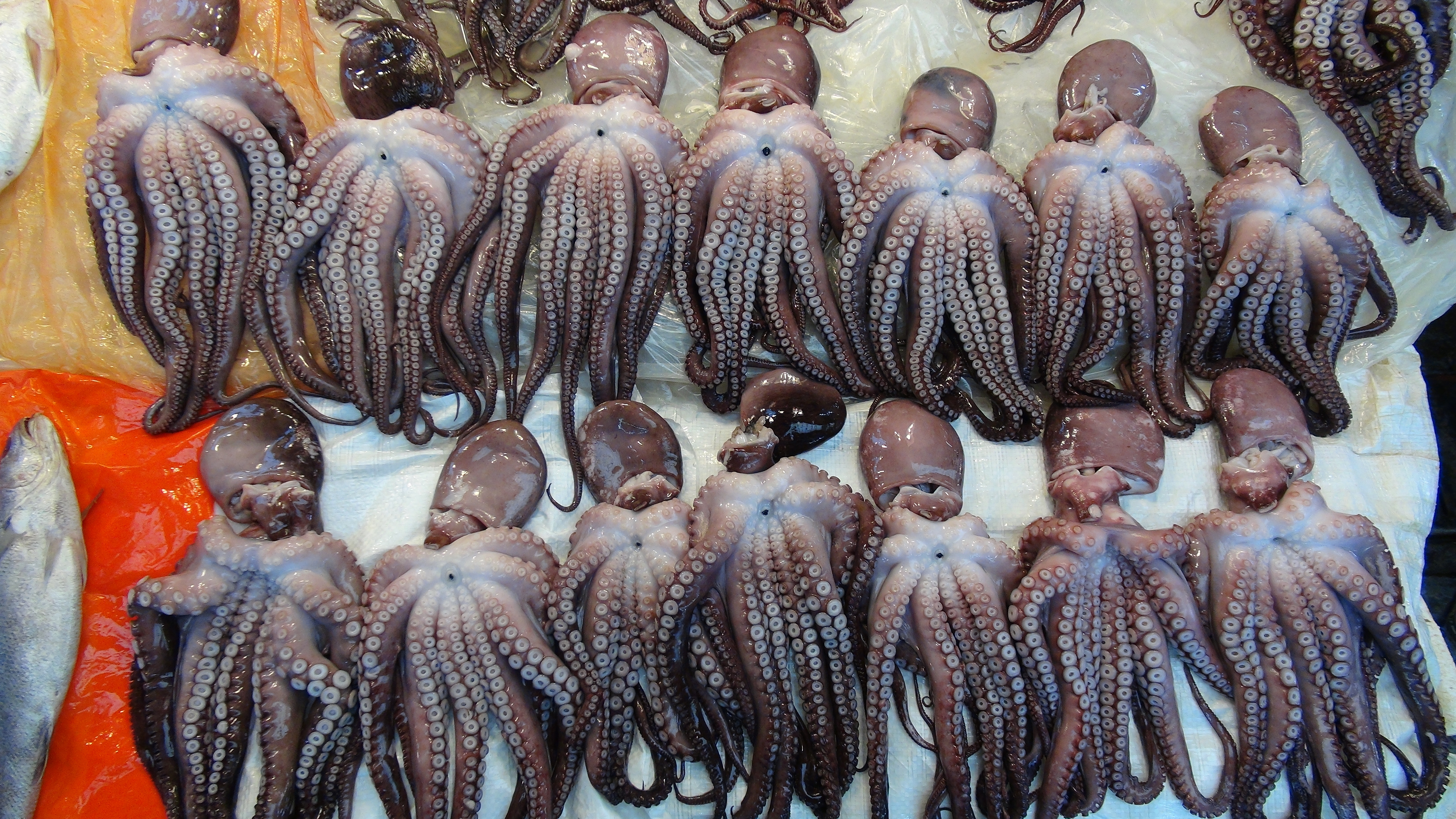
Langarm-Oktopusse auf einem Fischmarkt in Südkorea

Der Langarm-Oktopus hatte in seinem Verbreitungsgebiet bereits im frühen 20. Jahrhundert eine große wirtschaftliche Bedeutung.

### Fang
Der Fang von Oktopussen wird von der Ernährungs- und Landwirtschaftsorganisation der Vereinten Nationen (FAO) nicht nach Arten aufgeschlüsselt. Im Jahr 2010 wurden in Asien von der FAO 217 506 Tonnen gefangener Oktopusse verschiedener Arten statistisch erfasst. Hinzu kommt eine große Menge statistisch nicht erfasster Fänge. Alleine in China wurden mehr als 10.000 Tonnen Langarm-Oktopusse gefangen, die zum großen Teil nach Japan und Korea exportiert wurden. Adulte Langarm-Oktopusse werden in der Fangsaison von Mai bis Juni mit Grundschleppnetzen gefangen. Daneben werden Treibnetze, und an den Küsten Stellnetze und Fallen eingesetzt, in Korea wird die überwiegende Menge in Fallen gefangen. Im chinesischen Wattenmeer werden sie von den Fischern direkt aus ihren Schlammhöhlen ausgegraben. Im Frühjahr und Herbst werden auf diese Weise auch junge Oktopusse für die Aquakultur gefangen. In geringem bis mittlerem Umfang werden sie als Beifang in der Schleppnetzfischerei eingebracht. Seit der Jahrtausendwende ist die Fangmenge stark zurückgegangen. In Korea sank die jährliche Fangmenge von einem Höhepunkt mit 15.000 Tonnen im Jahr 1993 auf weniger als die Hälfte im Jahr 2006.
Im Zusammenhang mit der Haltung von Langarm-Oktopussen in Aquakulturen entstand ein Bedarf an Gelegen freilebender Tiere mit den brutpflegenden Weibchen. Hierfür entwickelte Brutröhren werden zur Hauptfortpflanzungszeit Mitte Mai im Watt eingegraben und Ende Juli wieder eingesammelt. Die mit Gelegen und den Weibchen belegten Brutröhren werden zur weiteren Aufzucht in Tanks überführt.

### Aquakultur
Die Nachfrage nach Oktopussen und zurückgehende Bestände waren der Anlass, im frühen 21. Jahrhundert die Aquakultur von Kopffüßern einschließlich des Langarm-Oktopus zu erforschen. Die Bemühungen lieferten umfangreiche Erkenntnisse über den Fortpflanzungszyklus der Art.
Nach dem Fang und der Akklimatisierung fortpflanzungsfähiger Tiere kommt es zur Paarung und zur Eiablage auf einem künstlichen Substrat. Die Gelege werden von den Müttern gepflegt, bis bei einer Temperatur von 21 bis 25 °C und einer Salinität von 28 bis 31 PSU nach 72 bis 89 Tagen die Embryonalentwicklung abgeschlossen ist. Bei frisch geschlüpften Oktopussen reicht die Länge des Palliums von 8,5 bis 11,5 Millimeter und die Gesamtlänge von 25 bis 31 Millimeter. Die benthisch lebenden Oktopusse streben sofort nach dem Schlupf zum Boden ihres Tanks, wo ihnen Keramiktöpfe von 8 bis 12 Millimeter Durchmesser und PVC-Röhren von 10 Millimeter Durchmesser als Unterschlupf angeboten werden. Sie werden zunächst mit Wasserflöhen, Ruderfußkrebsen und Nauplien des Salinenkrebs gefüttert. Im Alter von zehn Tagen kommen Jungtiere der Asiatischen Strandkrabbe mit weniger als vier Millimeter Carapaxbreite hinzu. Mit dieser Fütterung überleben 75 Prozent der Oktopusse den ersten Monat.
Anschließend wird die Fütterung auf junge Krabben, Shrimps und Muscheln umgestellt. Nach sechs bis sieben Monaten in Tanks werden die etwa 100 Gramm wiegenden Tiere zur weiteren Aufzucht in Freilandteiche gebracht, oder zur Aufstockung der Populationen ins Meer entlassen. Bei weiterer Haltung wird nach 250 Tagen ein Durchschnittsgewicht von 123 Gramm für männliche und 197 Gramm für weibliche Oktopusse erreicht.

### Lebensmittel
Langarm-Oktopusse sind in ostasiatischen Küchen frisch oder getrocknet ein beliebtes Lebensmittel. Sie gelten als reich an Proteinen und Omega-3-Fettsäuren sowie an Mineralstoffen und Vitaminen. Eine Untersuchung von Langarm-Oktopussen von der Westküste Koreas auf den Gehalt an den Schwermetallen Cadmium, Kupfer und Zink erbrachte Werte, die für alle drei Metalle deutlich geringer waren als die für Gewöhnliche Kraken (Octopus vulgaris) aus dem Mittelmeer veröffentlichten Werte. Cadmium und Zink werden vorrangig in den inneren Organen angereichert, während das im Blut der Oktopusse gebundene Kupfer vorrangig im Mantel zu finden ist. Die gemessenen Konzentrationen stellen beim regelmäßigen Verzehr von Oktopussen in üblichen Mengen keine Gesundheitsgefahr dar.
In der koreanischen Küche wird der Langarm-Oktopus als ein Lebensmittel geschätzt, das Stärke und Ausdauer verleihen soll. Durch Sannakji, ein koreanisches Gericht, das aus tatsächlich oder augenscheinlich lebend verzehrten Oktopussen besteht, ist der Langarm-Oktopus (in Südkorea nakji) weit über sein Verbreitungsgebiet hinaus bekannt geworden. Darüber hinaus ist er Hauptzutat mehrerer weiterer Gerichte:
- Nakji–bokkeum, im Wok gebratene Stücke des Langarm-Oktopus
- Nakji–tang, Oktopus-Suppe
- Nakji–jeot, in Salz eingelegter Oktopus
- Baksok–nakji, Oktopus-Suppe

Langarm-Oktopusse in der koreanischen Küche
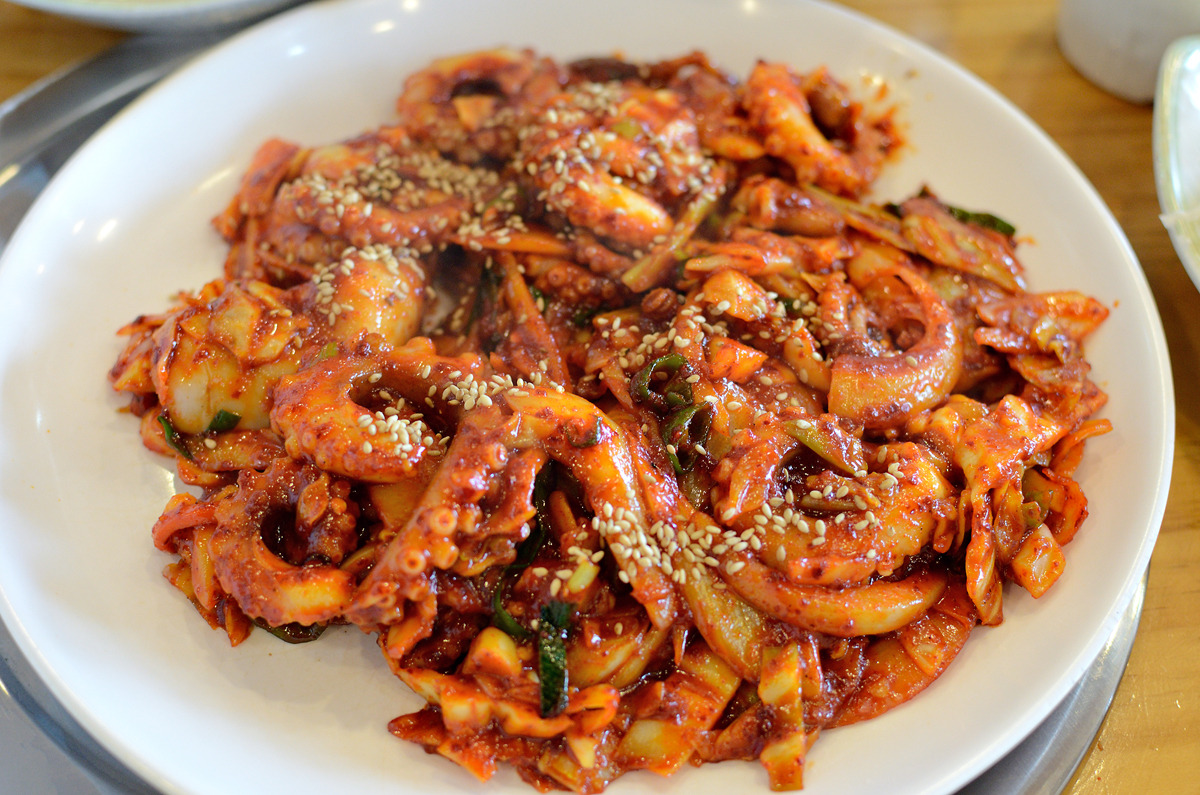
Nakji–bokkeum
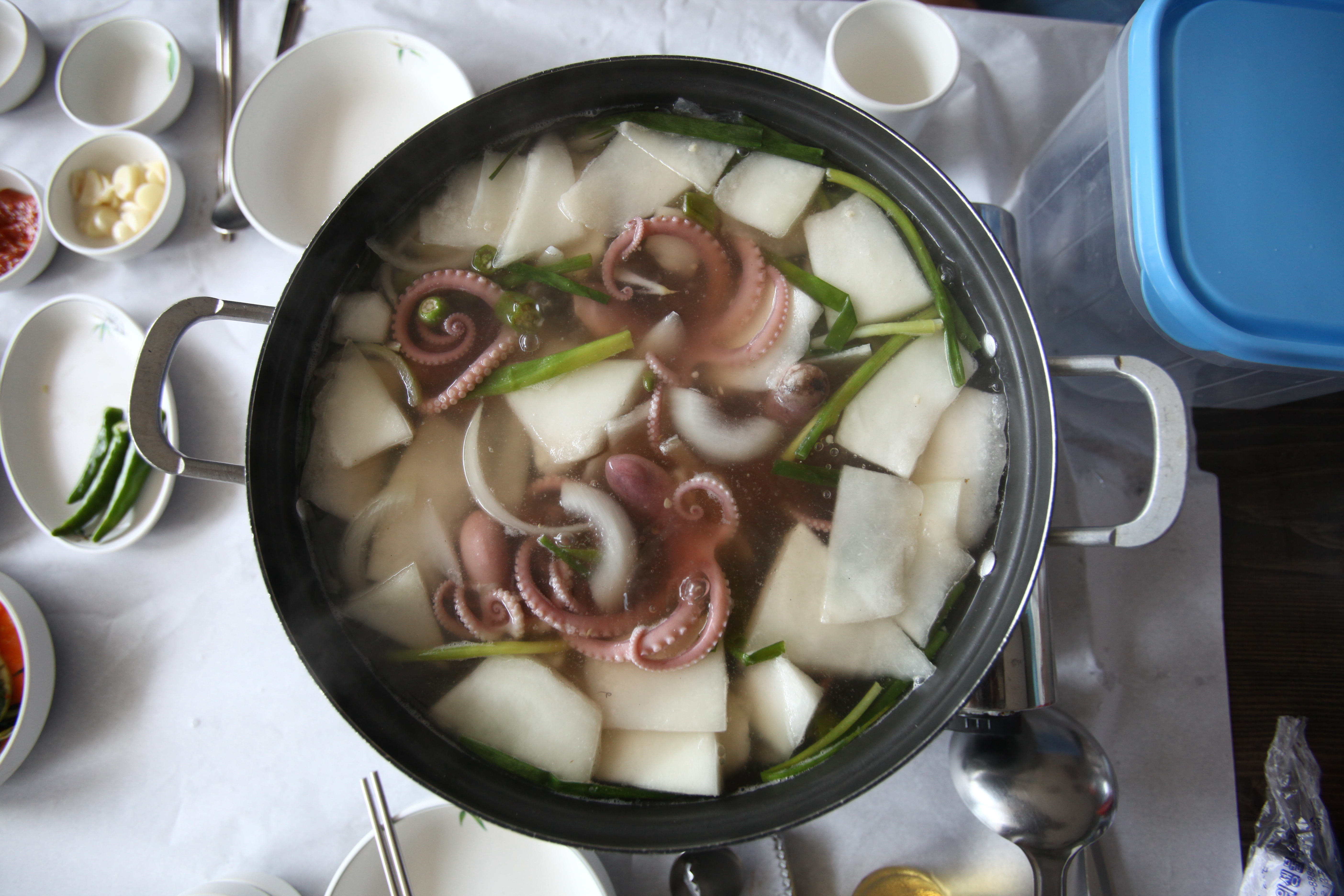
Nakji–tang
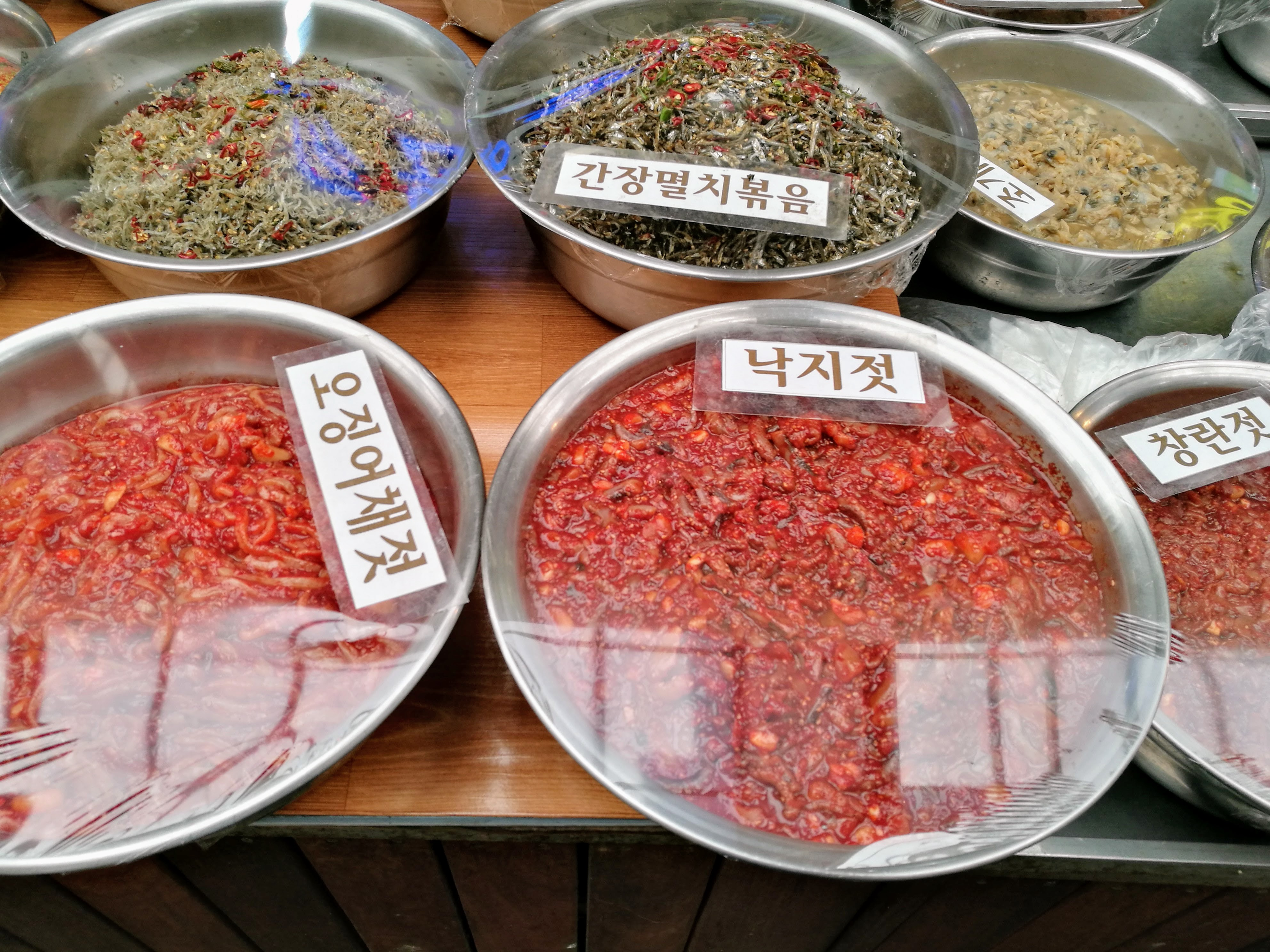
Nakji–jeot (im Vordergrund)
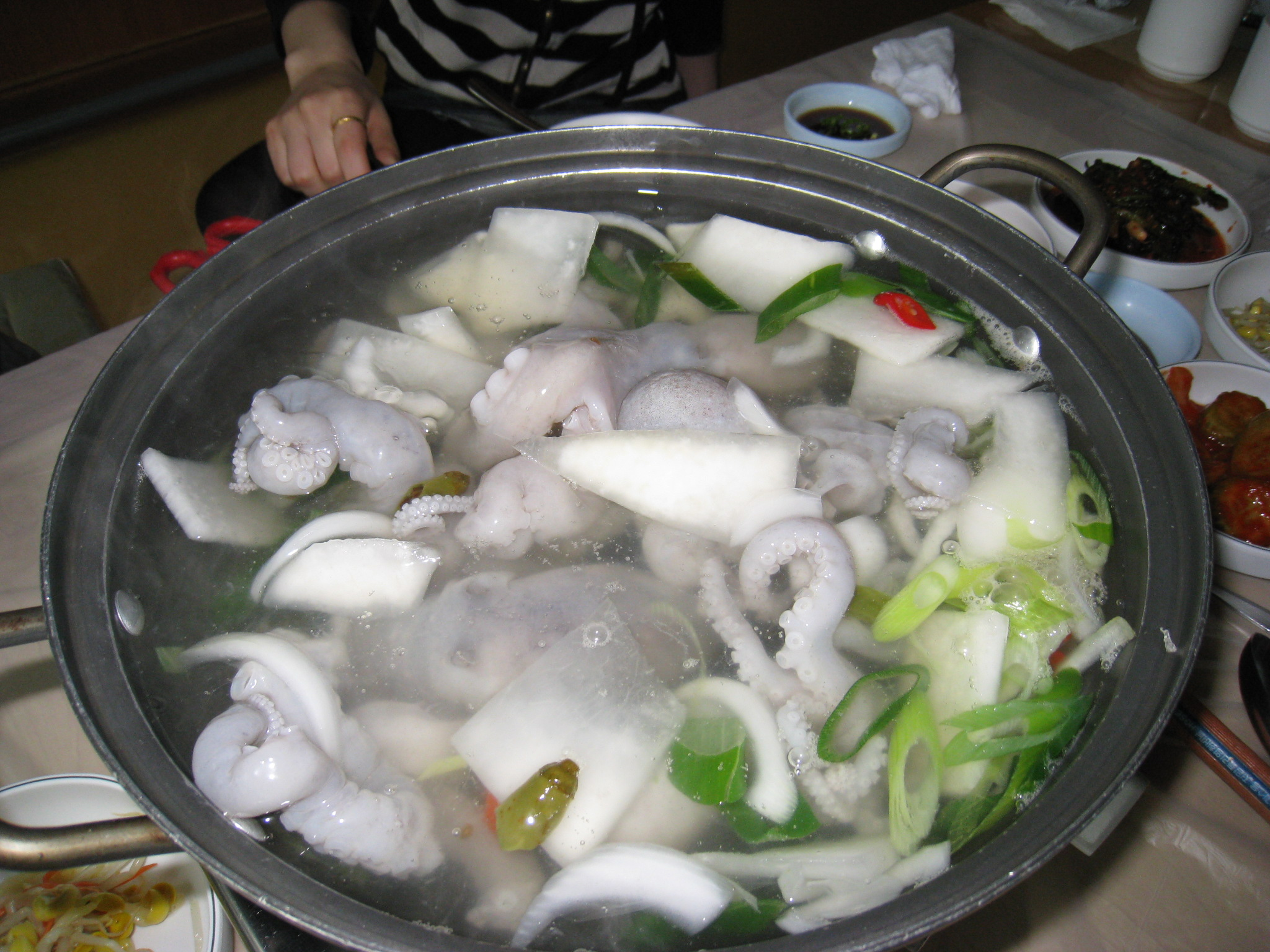
Baksok–nakji

## Modellorganismus
Kopffüßer sind in wegen ihrer im Vergleich zu anderen Wirbellosen herausragenden individuellen kognitiven Fähigkeiten, ihrer Gedächtnisleistungen und der Bereitschaft der Arten zur Anpassung des Verhaltens und der Morphologie an unterschiedliche Lebensbedingungen von großem Interesse in der Evolutionsforschung und anderen Disziplinen. Zur Unterstützung dieser Forschungen wurde das vollständige Genom des Langarm-Oktopus sequenziert. Es hat einen Umfang von 5,090,349,614 Basenpaaren und enthält 30.010 Protein-codierende Gene. Die mitochondriale DNA wurde bereits 2012 sequenziert, sie enthält 15.974 Basenpaare und 13 Gene.
Aus den Gehirnen von Langarm-Oktopussen wurden zwei Peptide isoliert, die eine Rolle bei der Regulierung der Aktivität des systemischen Herzens spielen. Die Steuerungen des Blutkreislaufs der Kopffüßer ist Gegenstand aktueller Forschungen, bei denen vorrangig Gewöhnliche Kraken untersucht werden.